# Јероним (Вранско)
Јероним (словен. Jeronim) је насељено место у општини Вранско, Савињска регија, Словенија.

## Историја
До територијалне реорганизације у Словенији био је у саставу старе општине Жалец.

## Становништво
У попису становништва из 2011. године, Јероним је имао 221 становника.
| Број становника према пописима | Број становника према пописима | Број становника према пописима |
| ------------------------------ | ------------------------------ | ------------------------------ |
| 1991                           | 2002                           | 2011                           |
| 201                            | 211                            | 221                            |

Напомена: До 1955. исказивано под именом Свети Јероним.